# Love and Rockets
I Love and Rockets sono stati un gruppo musicale alternative rock britannico formato nel 1985 dagli ex membri dei Bauhaus, Daniel Ash (voce, chitarra e sassofono), David J (basso e voce) e Kevin Haskins (batteria e sintetizzatori) dopo lo scioglimento del gruppo nel 1983. Ash e Haskins avevano nel frattempo suonato nei Tones on Tail tra il 1982 e il 1984. La fusione di elementi della musica rock underground con elementi di musica pop sviluppata dai Love and Rockets fornì uno tra i modelli di riferimento per il rock alternativo. Hanno pubblicato sette album in studio prima di sciogliersi nel 1999 e riformarsi brevemente nel 2007 per alcuni spettacoli dal vivo, prima di separarsi nuovamente nel 2009.
Tra i loro brani più noti vi è il singolo del 1989 So Alive, che ha raggiunto il numero 3 della classifica Billboard Hot 100.

## Storia

### 1983-1986: Nascita e prime attività
Il nome della band fu preso a prestito dalla serie di fumetti Love and Rockets dei fratelli Hernandez. Gilbert Hernandez in seguito ha fatto riferimento alla confusione causata da questo fatto nel suo libro Love and Rockets X, poiché per un periodo c'erano diverse band chiamate "Love and Rockets".
Nonostante i Love and Rockets nascano da una delle più famose band inglesi di rock gotico, le sonorità della band virarono verso un suono più luminoso ed influenzato dal pop. cIl loro primo brano di successo fu infatti una cover del classico del Motown sound come Ball of Confusion (That's What the World Is Today), che raggiunse la posizione numero 18 delle classifiche canadesi nel gennaio 1986. Il loro primo album in studio, Seventh Dream of Teenage Heaven (1985) è stato un primo esempio di rock alternativo, combinato con tendenze post-punk e psichedeliche.

### 1986-1989: Tra Love and Rockets e the Bubblemen

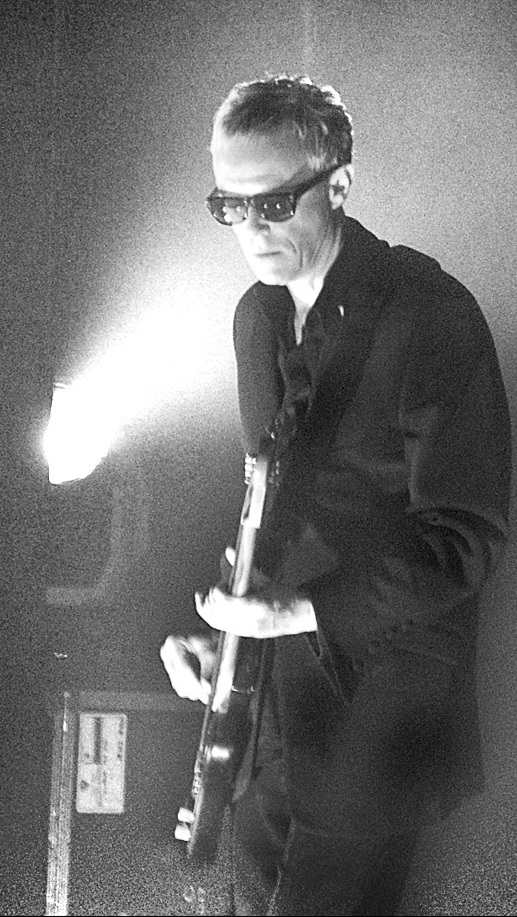
Il co-fondatore David J fotografato al basso nel 2006

Il loro secondo album, Express del 1986, continuò nella stessa direzione, aggiungendo ancora più un tocco pop al missggio. Includeva la hit dance Yin and Yang (The Flowerpot Man). Il seguito del 1987, Earth, Sun, Moon, aveva un suono più acustico e conteneva il brano No New Tale to Tell.
L'anno successivo, la stessa band presentò la side project The Bubblemen, con cui pubblicarono il singolo The Bubblemen are Coming! per la Beggars Banquet Records. Il brano vedeva poi l'omonimo videoclip. Un breve estratto di "The Bubblemen are Coming!" fu in seguito utilizzato nei video da nome Love and Rockets dei brani No New Tale to Tell e Yin and Yang (The Flowerpot Man).
Nel 1989 la band pubblicò l'album omonimo, che presentava un suono più AOR. Il secondo singolo estratto dall'album è stato il brano ispirato ai T. Rex So Alive, che raggiunse il numero 3 della Billboard Hot 100. Dopo l'estenuante tour a sostegno dell'album, i Love and Rockets si presero qualche anno di pausa prima di tornare in studio insieme.

### 1990-1999: Periodo elettronico
Intorno al 1993 i Love and Rockets tornarono in studio elaborando un suono elettronico più vicino ai The Orb che alle loro radici rock o goth, generando così un certo dissenso della loro etichetta, la RCA Records, che sciolse il contratto. La band passò così alla American Recordings di Rick Rubin per pubblicare l'album Hot Trip to Heaven
Nell'aprile 1995, durante la registrazione del nuovo album, scoppiò un incendio nella casa di proprietà della American Recordings, dove la band si trovava vivere e registrare. Nessuno dei membri rimase ferito, ma il loro amico in visita Genesis P. Orridge degli Psychic TV rimase ferito mentre scappava dal fuoco. La band perse la sua attrezzatura e mesi di lavoro sull'album. Una foto di una chitarra bruciata fu usata per la copertina dell'album che prenderà il nome di Sweet F.A.. C'è stata una lunga battaglia legale tra la band, la loro etichetta e la compagnia di assicurazioni dell'etichetta. I Love and Rockets non furono ritenuti responsabili dell'incendio, ma la lunga causa generò dissidi con l'etichetta. Lift uscì così nel 1998 su Red Ant Records e, dopo essersi esibiti a Toronto nell'aprile 1999, i Love and Rockets decisero di sciogliersi.

### 2007-2009: Reunion
Nell'ottobre 2007 i Love and Rockets annunciarono tramite la loro pagina MySpace che si sarebbero riformati per suonare al Cast a Long Shadow, un concerto tributo a Joe Strummer a beneficio della Strummerville, The Joe Strummer Foundation for New Music, il 22 dicembre 2007 presso il Key Club del West Hollywood in California. In questa occasione rifecero Should I Stay or Should I Go dei Clash, suonando la canzone due volte, la seconda volta invitando i membri del pubblico a unirsi a loro sul palco per cantare insieme. Si sono esibiti il 27 aprile 2008 al Coachella Valley Music and Arts Festival e anche al Lollapalooza il 3 agosto 2008 a Chicago.
In un'intervista nel giugno 2009, Ash ha dichiarato con enfasi che non aveva più intenzione di suonare con Love and Rockets. "Lavoriamo insieme dal 1980. Voglio davvero lavorare con nuove persone, sono sicuro che tutti si sentano allo stesso modo."
Un album tributo intitolato New Tales to Tell: A Tribute to Love and Rockets fu pubblicato il 18 agosto 2009 con contributi di The Flaming Lips, Frank Black, Puscifer, A Place to Bury Strangers, Film School, Better Than Ezra, Johnny Dowd, The Dandy Warhols, Blaqk Audio, The Stone Foxes e Monster Magnet.

## Formazione
- Daniel Ash
- Kevin Haskins
- David J

## Discografia

### Album studio
- 1985 - Seventh Dream of Teenage Heaven
- 1986 - Express
- 1987 - Earth, Sun, Moon
- 1989 - Love and Rockets
- 1994 - Hot Trip to Heaven
- 1996 - Sweet F.A.
- 1998 - Lift

### Raccolte
- 2003 - Sorted! The Best of Love and Rockets

### Live
- 2003 - So Alive